# Колычев, Владимир Григорьевич
Владимир Григорьевич Колычев (род. 1 января 1968, Тирасполь) — русский писатель, автор детективов, боевиков, криминальных повестей и романов.

## Биография
Владимир Григорьевич Колычев родился в семье военного.
Окончил с отличием высшее военное инженерно-техническое училище. В дальнейшем проходил службу на командных офицерских должностях в зенитно-ракетных войсках. Писать начал, находясь на военной службе. Последнее место военной службы — военный комиссариат Центрального округа Новороссийска, Краснодарский край. Майор запаса. Занимается таэквондо.

## Творчество
Владимир Колычёв — один из авторов составляющих «костяк» группы мужской остросюжетной, исторической, общественно-политической литературы редакции № 1 издательства «Эксмо».
Критики и литературоведы характеризуют его криминальные боевики, как книги, отражающие атмосферу «лихих 90-х» и рассчитанные на необразованного читателя. Герои Колычева ведут преступный образ жизни, их характеризуют как трансляторов мужского шовинизма (его героинь отличают глупость и наивность, либо злоба и корысть, они предательницы и/или шлюхи) и национальной ксенофобии (демонизация образа «кавказца» — другая отличительная черта его прозы).

## Семья
Женат, есть сын.